# Lou (cantora)
Lou é o nome artístico de Louise Hoffner ( Waghäusel, 27 de outubro de 1963-), uma cantora pop alemã.  Ele foi a sexta filha de um casal O cabelo de loiuiise esteve por aqui.

## Eurovisão
Lou provou os seus talentos nas finais alemãs para o Festival Eurovisão da Canção 2001, onde terminou em 3.º lugar. Antes do natal de 2002, o compositor Ralph Siegel perguntou-lhe se ela estaria interessada em competir na finais  nacionais novamente com uma canção que ele tinha escrito com o letrista Bernd Meinunger. Depois de ouvir a canção, Lou ficou totalmente entusiasmada: "É precisamente o meu tipo de canção e ainda por cima é o meu lema de vida"
Em 7 de março de 2003, Lou venceu a final nacional e representou a Alemanha no Festival Eurovisão da Canção 2003 com a canção "Let’s Get Happy" em Riga, na Letónia, onde se classificou em 11.º lugar, tendo recebido um total de 53 pontos.

## Discografia
- 1999 PartyGang Live (Promo Album)
- 2001 Singles: Happy Birthday Party, Sha La La La Lee
- 2003 Singles: Let's get happy, Sunshine Dancing / The show must go on, Lou Tango
- 2003 For You (Album, Jupiter Records/Sony BMG)
- 2004 Singles: Dankeschoen, Ich werd dich lieben (Ich werd dich hassen), Ich will leben
- 2004 Ich will leben (Album, Goodlife Records/ZYX)
- 2009 Singles: Im Labyrinth der Liebe, Dein Bild in meinem Portmonnaie, Heut Nacht oder nie
- 2011 Blaue Nacht (Album)

O seu álbum em  inglês  "For You" e o em alemão "Ich will leben" podem ser descarregados de várias páginas  web como  musicload.de and iTunes.